# Департаменты правительства Великобритании
Правительство Соединённого Королевства состоит из ряда министерств, большинство из которых называются департаментами правительства. Такие органы власти как министерство обороны, министерство юстиции и несколько других оставляют свой титул министерства, и официально не именуются департаментами.

## Виды правительственных департаментов
- Министерские департаменты возглавляются министрами, и занимаются вопросами требующими прямого политического контроля. В большинстве департаментов министр называется государственным секретарем[1] и является членом кабинета министров. Административное управление департаментом осуществляется гражданским служащим (чиновником) называющимся постоянным заместителем министра.
  - Этим министерским департаментам подчиняются исполнительные агентства. Исполнительное агентство это неправительственный государственный орган, располагающий частичной автономией для выполнения своих функций. Они обычно отчитываются перед одним или несколькими правительственными департаментами, которые устанавливают финансирование и стратегические цели этого агентства.
- Неминистерские департаменты занимаются вопросами не требующими прямого политического контроля. Они возглавляются гражданским служащим (чиновником). Некоторые выполняют регулирующие или проверочные функции, и поэтому их статус должен защищать их от политического вмешательства. Некоторые возглавляются постоянным секретарем или вторым постоянным секретарем.

## Список департаментов правительства Соединённого Королевства
Для некоторых из приведённых ниже департаментов в списке указаны подчинённые им исполнительные агентства

### Министерские департаменты
- Секретариат Кабинета Министров (CO) 
  - Офис публичной информации Великобритании
- Министерство юстиции (DCA)
- Министерство культуры, СМИ и спорта (DCMS)
- Министерство обороны (MoD)
- Министерство образования Великобритании (DfE)
- Министерство окружающей среды, продовольствия и сельского хозяйства (DEFRA)
- Министерство иностранных дел и международного развития (FID)
- Министерство здравоохранения (DH)
- Министерство внутренних дел (HO)
- Law Officers' Department (LSLO)
- Министерство по делам Северной Ирландии (NIO)
- Министерство заместителя премьер-министра (ODPM)
- Секретариат Лидера Палаты общин
- Секретариат Лидера Палаты лордов
- Министерство торговли и промышленности[англ.] (DIT)
- Министерство по делам Шотландии (SO)
- Министерство транспорта (DfT)
- Казначейство Её Величества (HMT)
- Министерство по делам Уэльса (WO)
- Министерство труда и пенсионного обеспечения (DWP)

### Неминистерские департаменты
- Британский совет
- British Trade International  (недоступная ссылка)
- Charity Commission
- Commissioners for the Reduction of the National Debt (CRND)
- Crown Estate
- Crown Prosecution Service (CPS)
- Electoral Commission
- Export Credits Guarantee Department ECGD
- Food Standards Agency
- Forestry Commission
- HM Revenue and Customs (HMRC)  - (рус. Департамент по налогам и таможенным пошлинам)[2]
- HM Land Registry
- Nuclear Decommissioning Authority
- Office for Standards in Education (OFSTED)
- Office for the Regulation of Electricity and Gas (NI) (OFREG)
- Office of Communications (Ofcom)
- Office of the e-Envoy (OeE)
- Office of Fair Trading (OFT)
- Office of Gas and Electricity Markets/Gas and Electricity Markets Authority (OFGEM)
- Office of Government Commerce (OGC)
- Office of the Information Commissioner (OIC)
- Office for National Statistics (ONS)
- Office of Science and Technology (OST)
- Office of the International Rail Regulator (OIRR)  Архивная копия от 27 января 2014 на Wayback Machine
- Office of the Rail Regulator (ORR)  Архивная копия от 27 января 2014 на Wayback Machine
- Office of Water Services (OFWAT)
- Postal Services Commission (PSC)
- Public Works Loan Board (PWLB)
- Royal Household
- Serious Fraud Office (SFO)
- Small Business Service (SBS)
- UK Statistics Authority (UKSA)
- UK Trade and Investment